# Panaro
Der Panaro (lat. Scultenna) ist der letzte rechte Nebenfluss des Po in Oberitalien. Er verläuft in nordöstlicher Richtung durch die Region Emilia-Romagna, von seiner Quelle nahe der Apennin-Wasserscheide, wo die Emilia-Romagna an die Toskana grenzt, bis zu seiner Mündung, wo der Po die Grenze der Region zu Venetien bildet.
Die Länge des Panaro beträgt 148 km; der Fluss hat ein Einzugsgebiet von 2292 km². Er führt im Sommer meistens wenig Wasser, ist aber im Frühling und Herbst reißend. Seine Hauptquelle, der Rio delle Tagliole, entspringt bei Foce a Giovo am Monte Rondinaio etwa 12 km südwestlich des höchsten Gipfels des Etruskischen Apennins, des Monte Cimone (2165 m s.l.m.). Dann fließt er talabwärts in Richtung Nordosten. Ab Pievepelago in der Provinz Modena heißt er Scoltenna, um danach ab dem Gebiet von Pavullo nel Frignano als Panaro bezeichnet zu werden. In dieser Gegend stellt er die Grenze zwischen den Gemeinden Montana del Frignano und Montana dell’Appennino Modena Est dar. In der Nähe von Modena bekommt er Wasser vom Naviglio di Modena und ist ab da bis zu seiner Mündung in den Po (etwas westlich von Ferrara) schiffbar. Er fließt durch die Städte Vignola, Finale Emilia und Bondeno.
Im Altertum war der Panaro unter dem Namen Scultenna bekannt. Strabon erwähnt, dass die Schafe in der ihm von ihm durchflossenen Gegend sehr feine Wolle lieferten. An seinen Ufern schlug der römische Konsul Gaius Claudius Pulcher 177 v. Chr. die Ligurer entscheidend. Des Weiteren spielte er eine Rolle 43 v. Chr. sowie in der Zeit der Langobarden.
Geschichtlich und künstlerisch bemerkenswert ist die Ponte di Olina (Olinabrücke), die 1522 gebaut wurde und den Fluss bei der gleichnamigen Ortschaft in der Gemeinde Pavullo nel Frignano überbrückt.